# Lars Rasmussen (håndboldspiller)
 Der er flere personer med dette navn, se Lars Rasmussen.
Lars Rasmussen (født 9. april 1976 i København) er en dansk tidligere håndboldspiller og nuværende håndboldtræner. Han har siden sommeren 2018 været assisterende træner i KIF Kolding.
I november 2023 udgav han bogen What the fuck, Lars! Alle kan blive til noget, der handler om han liv ændrede sig efter at have fået diagnoserne autisme og ADHD i 2015.

## Spillerkarriere
Lars Rasmussen startede sin karriere i klubber i Storkøbenhavn, senest i Ajax, inden han kom til GWD Minden i den tyske Bundesliga. I 2005 vendte han tilbage til Danmark for at spille for Team Tvis Holstebro i Holstebro, hvor han sluttede karrieren.
På A-landsholdet fik han sin debut allerede i 1998, men han stod i mange år i skyggen af Lars Christiansen og Nicolai Jacobsen. Til EM i Schweiz i 2006 blev Lars Rasmussen først udtaget, da Boris Schnuchel blev skadet kort før turneringens start, men Rasmussen greb sin chance som andetvalg efter Christiansen og gjorde en god figur, når der var brug for det. Ligeledes under VM i Tyskland i 2007 måtte han affinde sig med at være andenvalg, men når han fik chancen viste han en meget høj scoringsprocent, især med mange hurtige kontraløb.
Ved EM i 2008 blev han europamester med landsholdet, igen efter beskeden spilletid som andetvalg efter Lars Christiansen.

## Trænerkarriere
Efter afslutningen af karrieren blev Lars Rasmussen træner i forskellige danske klubber, mest markant som cheftræner for Ringkøbing Håndbolds kvinder i Damehåndboldligaen. Efter et år i ungarske Siófok KC skiftede han i sommeren 2018 til herreholdet i KIF Kolding som assistent for Lars Frederiksen.

## Resultater

### Landsholdet
- 2008 EM-guld